# Johann von Kaltental (II.)
Johann von Kaltental (auch: Johans oder Johannes, sowie in der Literatur zur Unterscheidung von seinem gleichnamigen Vater auch Johann (II.), * vor 1313,  † nach 1345) war ein Edelknecht und Burggraf aus der Familie der Herren von Kaltental, die dem schwäbischen Niederadel angehörten.

## Lebenslauf
Johanns gleichnamiger Vater war wie auch er selbst Burggraf auf Burg Kaltental und Inhaber der Herrschaft Aldingen gewesen, Johanns Mutter war Elisabeth von Hundersingen. Sie war die Tochter des Rudolf von Hundersingen zu Hedelfingen.  Johann hatte drei Brüder – Rudolf, Walter und Dietrich.
Als Burggraf auf Burg Kaltental sowie Herr von Aldingen war Johann ein Lehensmann des Hauses Württemberg. Er befand sich in Diensten des Grafen Eberhard des Erlauchten. 1318 verkauften Johann und seine Brüder Rudolf und Walter die zu diesem Zeitpunkt wohl infolge des Reichskrieges von 1311/1312 zerstörte Burg Kaltental an Graf Eberhard und verlegten den Familiensitz auf die mutmaßlich zu diesem Zweck von ihnen erbaute Burg Aldingen im heutigen Remseck am Neckar. In einer Urkunde von 1345 anlässlich der Stiftung eines Altars wird Johanns gleichnamiger Sohn als Kirchrektor in der Kirche des heutigen Remsecker Stadtteils Aldingen genannt, zu diesem Zeitpunkt wird Johann trotz des Verkaufs von Burg Kaltental noch als Burggraf bezeichnet.
Die späteren Herren von Aldingen aus der Familie von Kaltental stammten von Johanns Bruder Walter ab und nutzten den Burggrafen-Titel nicht mehr.